# ماتسودایرا سوکه‌کونی
ماتسودایرا سوکه‌کونی (به ژاپنی: 松平 資訓 Matsudaira Sukekuni)؛ ۱۷۰۰ – ۹ مه ۱۷۵۲) سامورایی، هاتاموتو و دایمیو در دوره ادو اهل ژاپن بود.